# Neobisium yozgati
Espèce
Neobisium yozgati est une espèce de pseudoscorpions de la famille des Neobisiidae.

## Distribution
Cette espèce est endémique de la province de Yozgat en Turquie. Elle se rencontre vers Yozgat.

## Description
Les mâles mesurent de 3,86 à 4,00 mm.

## Étymologie
Son nom d'espèce lui a été donné en référence au lieu de sa découverte, Yozgat.

## Publication originale
- Ćurčić, Seyyar, Lemaire, Dimitrijević, Demir & Aktaş, 2009 : Neobisium yozgati n. sp., and N. anaisae n. sp. (Neobisiidae, Pseudoscorpiones), from Turkey and Macedonia (Fyrom), respectively. Archives of Biological Sciences, vol. 61, no 3, p. 523-529.